# Терехов, Александр Михайлович
Алекса́ндр Миха́йлович Те́рехов (род. 1 июня 1966, Новомосковск, Тульская область) — русский писатель, журналист, обозреватель и киносценарист, редактор.

## Биография
В 1983—1984 годах работал корреспондентом районной газеты в Белгородской области. Проходил срочную службу во внутренних войсках (1984—1986).
Окончил факультет журналистики МГУ в 1991 году. Работал обозревателем «Огонька» и «Совершенно секретно», заместителем главного редактора журнала «Люди», главным редактором газеты «Настоящее время». Входил в жюри премии «Дебют».
С 1999 по 2008 год руководил пресс-центром префектуры Западного административного округа Москвы.
Несколько лет был главным редактором журнала «Кутузовский проспект».
В 2015—2016 году сценарий Терехова в жанре мокьюментари был выбран среди десятка других продюсерами скандально нашумевшего ещё до премьеры фильма «Матильда» — о любви наследника русского престола Николая Романова и балерины Матильды Кшесинской.

## Премии
- Лауреат второй премии «Большая книга» (сезон 2008—2009) за восьмисотстраничный роман «Каменный мост», сюжет которого основан на расследовании загадочного убийства и самоубийства двух парней и девушки из числа детей высшей сталинской элиты на Каменном мосту в 1943 году. Жанр — мокументари.
- 3 июня 2012 года Терехову была присуждена премия «Национальный бестселлер» за роман «Немцы»[4], в котором писатель художественно переосмыслил свой опыт работы в должности директора пресс-центра префектуры Западного административного округа Москвы в 1999—2008 годах[5].

## Кино
- «Матильда», 2017 (сценарист).
- «Коронация», 2018 (сценарист).
- «Дылда», 2019 (сценарист).

### Экранизации произведений
- 2020 — «Волк», экранизация романа «Каменный мост».
- 2021 — «Немцы», экранизация одноимённого романа.

## Мультфильм
- «Тима и Тома», 2020 (сценарист).